# П'єве-д'Альпаго
П'єве-д'Альпаго, П'єве-д'Альпаґо (італ. Pieve d'Alpago, вен. Pieve d'Alpago) — колишній муніципалітет в Італії, у регіоні Венето, провінція Беллуно. З 23 лютого 2016 року П'єве-д'Альпаго є частиною новоствореного муніципалітету Альпаго.
П'єве-д'Альпаго розташовані на відстані близько 480 км на північ від Рима, 85 км на північ від Венеції, 11 км на схід від Беллуно.
Населення — 1888 осіб (2014).

## Демографія
Населення за роками:

Станом на 31 грудня 2014 року в муніципалітеті офіційно проживало 148 іноземців з 24 країн, серед них 27 громадян країн Євросоюзу та 13 громадян України.

## Сусідні муніципалітети
- К'єс-д'Альпаго
- Клаут
- Ерто-е-Кассо
- Понте-нелле-Альпі
- Пуос-д'Альпаго
- Соверцене